# Cirkus Imago – en chans på miljonen
Cirkus Imago – en chans på miljonen är en svensk långfilm i regi av Morgan Alling. Den hade premiär den 6 februari 2015.

## Rollista
- Morgan Alling – Morgan
- Lindy Larsson – Machiavelli
- Harald Leander – direktören
- Anna Lagerkvist – Anna
- Dag Andersson – Dag

## Om filmen
Cirkus Imago – en chans på miljonen producerades av Helene och Leif Mohlin för produktionsbolaget Mint AB. Filmen regisserades av Morgan Alling som också skrev manus tillsammans med Harald Leander. Filmens öppningssekvens spelades in i Ystad i Skåne och resten av filmen i Äsperöd, också i Skåne. Fotograf var Klas Karterud och klippare Ulrika Rang. Musiken komponerades av Magnus Jarlbo.